# Burning Heart
Pour l’article homonyme, voir Burning Heart (chanson).
Burning Heart Records est un label discographique suédois de punk rock et punk hardcore fondé en 1993. Le label devient l'un des plus grands labels indépendants européens grâce à plusieurs groupes qui ont percé, comme Millencolin, The (International) Noise Conspiracy, Turbonegro, The Hives, Her Bright Skies, Breach et Refused.

## Histoire
Burning Heart Records est fondé en 1993 par Peter Ahlqvist, qui avait déjà lancé son propre label indépendant de punk rock dans les années 1980 avec Uproar Records, et vivait principalement de l'échange de vinyles avec d'autres petits labels et fanzines comme Maximum Rock'n'Roll. L'intérêt pour la scène punk rock et hardcore britannique et américaine, ainsi que l'attitude do it yourself qui fait partie intégrante de l'identité punk rock et punk hardcore, conduisent finalement à la création de Burning Heart Records.
L'engouement des masses pour le punk rock déclenché par The Offspring, Green Day et NOFX suscite également un intérêt pour des groupes suédois du même genre comme Millencolin ou No Fun at All, qui s'est d'abord limité à l'Allemagne, aux Pays-Bas et aux États-Unis, mais qui se traduit par des chiffres de vente étonnants - pour un petit label indépendant comme Burning Heart. De ce fait, le label est très tôt marqué du sceau de « label de punk mélodique », ce qui se termine toutefois par des contrats de disques avec des groupes comme Breach, Refused ou Nasum.
Les succès de Millencolin, Refused et The Hives, en particulier, assurent une stabilité économique à long terme. Après que les Hives se soient imposées pendant de longues années comme une valeur sûre au niveau international, le groupe quitte Burning Heart Records en 2003 avant la fin de son contrat pour Universal Records, ce qui entraîne un litige juridique de longue durée qui est tranché en 2005 en faveur de Burning Heart Records. Toujours en 2003, le label ouvre ses bureaux à Berlin, en Allemagne
Fin 2006, le label est restructuré et ne se composait plus que de Peter Ahlqvist. Peter Ahlqvist continue à s'occuper de la publication et des nouveaux contrats de Burning Heart en tant que Managing Director et Head of A&R, mais tous les autres travaux ont été repris par Epitaph Europe à Amsterdam. Le départ de Peter Alqvist en 2009 met également fin à l'existence de Burning Heart Records. Le label ferme en 2010 et Ahlqvist ouvre le label Panic and Action avec le chanteur Eric Höjdén (de Kid-Down). Fin 2014, il est annoncé que Burning Heart Records allait rouvrir avec un nouveau modèle. Les premiers groupes à avoir rejoint Burning Heart étaient auparavant tous sous contrat avec Panic and Action. Il s'agit entre autres de Her Bright Skies, Walking with Strangers, Bombshell Rocks, Asta Task et Adept, mais ces derniers ont entre-temps signé avec Napalm Records.

## Groupes et artistes
- 59 Times the Pain
- Asta Kask
- The Accidents (en)
- Bodyjar (en)
- Bombshell Rocks
- Boysetsfire
- Booze and Glory
- Breach
- Chickenpox (en)
- Division of Laura Lee (en)
- Donots
- Flogging Molly
- Franky Lee (en)
- Give Up the Ghost
- Her Bright Skies
- Hell Is for Heroes (en)
- The Hives
- Home Grown
- The (International) Noise Conspiracy
- Liberator
- Looptroop Rockers (en)
- The Lost Patrol Band (en)
- Kid Down (en)
- Midtown
- Millencolin
- Moneybrother
- Monster (en)
- Nasum
- Nine (en)
- No Fun at All
- Parkway Drive
- Promoe
- Raised Fist
- Randy (en)
- Refused
- Samiam
- Satanic Surfers
- Sounds Like Violence (en)
- Turbonegro
- The Weakerthans

## Discographie
Depuis 1993, plus de 200 albums ont été produits, parmi lesquels :
- Millencolin – Life on a Plate
- Millencolin – Pennybridge Pioneers
- Millencolin – Home from Home
- The Hives – Veni Vidi Vicious
- Looptroop - The Struggle Continues
- Refused - The Shape of Punk to Come
- Refused - Refused are Fucking Dead (DVD)
- The (International) Noise Conspiracy - A New Morning, Changing Weather
- Turbonegro - Scandinavian Leather
- Breach - Kollapse